# Peacock Theatre
Il Peacock Theatre è un teatro londiese, sito nel borgo della Città di Westminster. Il teatro appartiene alla London School of Economics and Political Science, che lo usa anche per conferenze ed open day. L'università ha concesso l'uso del Peacock Theatre al Teatro Sadler's Wells, che lo utilizza per portare nel cuore del West End balletti, concerti pop, cerimonie di premiazione e spettacoli di danza. Il palco è largo 11 metri e profondo 10.

## Storia
Il luogo in cui oggi sorge il Peacock Theatre ha ospitato un teatro sin dal XVII secolo. Nato come Gibbon's Tennis Court, il teatro ospitò un famoso allestimento dell'Otello nel dicembre del 1660; la compagnia teatrale del Vere Street Theatre lasciò il teatro nel 1663 e nessuna opera vi fu più rappresentata fino al 1809, quando il teatro fu devastato da un incendio.
Oscar Hammerstein I, padre di Oscar Hammerstein II, commissionò la costruzione di un nuovo teatro ad Aldwych e l'architetto Bertie Crewe curò la costruzione dell'edificio, aperto al pubblico il 13 novembre 1911 con il nome di London Opera Houe. Dotata di un palco di circa 13mx23,8m e una capienza di 2600 spettatori, la London Opera House faticò ad affermarsi vista la vicinanza e la concorrenza della Royal Opera House a Covent Garden. Il teatro così smise di portare in scena propri allestimenti di opere liriche e dal 1914 al 1915 servì come Teatro Nazionale d'Inghilterra.
Dal maggio 1915 il teatro ospitò la compagnia operistica di Vladimir Rosing, che portò in scena la prima londinese de La dama di picche di Pëtr Il'ič Čajkovskij. Fu durante questa stagione teatrale che Tamaki Miura fece il suo esordio sulle scene londinesi in Madama Butterfly, diventando il primo soprano giapponese ad interpretare Cio-Cio-san. Nel 1916 il teatro fu acquistato da Oswald Stoll, che lo ribattezzò Stoll Theatre e poi Stoll Picture Theatre, quando l'edificio fu riconvertito in un cinema fino agli anni cinquanta.
Lo Stoll Theatre tuttavia non abbandonò mai completamente la sua funzione di teatro. Nel 1942 vi recitò dal vivo l'attrice e cabarettista Rose Marie, mentre nel 1947 il teatro portò sulle proprie scene l'operetta Kismet. Nel 1952 l'opera Porgy and Bess fu portata in scena allo Stoll e cinque anni dopo Ingrid Bergman calcò le sue scene in Giovanna d'Arco al rogo. Il 4 agosto 1957 il teatro fu demolito e al suo posto furono costruiti degli uffici.
Il teatro attuale, con una capienza ridotta di oltre il 50%, fu aperto al pubblico nel 1960 con il nome di Royalty Theatre. Il teatro, il primo ad essere costruito nel West End dal 1931, fu inaugurato con un allestimento de La visita della vecchia signora di Friedrich Dürrenmatt con Alfred Lunt e Lynn Fontanne. Nel 1961 il teatro ospitò la prima londiese di Anna dei miracoli di William Gibson. Pur continuando a lavorare anche come un cinema dagli anni cinquanta agli anni settanta, il teatro ospitò altri allestimenti di successo, tra cui il musical Oh! Calcutta!, rimasto in cartellone per quattro anni. Tra il 1996 e il 1998 il teatro ospitò la compagnia del Teatro Sadler's Wells mente il loro teatro era in costruzione.